# Réalcamp
Réalcamp ist eine französische Gemeinde mit 594 Einwohnern (Stand: 1. Januar 2022) im Département Seine-Maritime in der Region Normandie. Sie gehört zum Arrondissement Dieppe und zum Kanton  Eu. 

## Geographie
Réalcamp liegt etwa 50 Kilometer ostsüdöstlich von Dieppe. Umgeben wird Réalcamp von den Nachbargemeinden Pierrecourt im Norden und Nordosten, Campneuseville im Osten, Saint-Martin-au-Bosc im Südosten, Saint-Léger-aux-Bois im Süden, Foucarmont im Westen sowie Fallencourt im Westen und Nordwesten.

## Bevölkerungsentwicklung
| Jahr                      | 1962 | 1968 | 1975 | 1982 | 1990 | 1999 | 2006 | 2013 |
| Einwohner                 | 635  | 581  | 582  | 607  | 572  | 614  | 653  | 666  |
| Quelle: Cassini und INSEE |      |      |      |      |      |      |      |      |

## Sehenswürdigkeiten

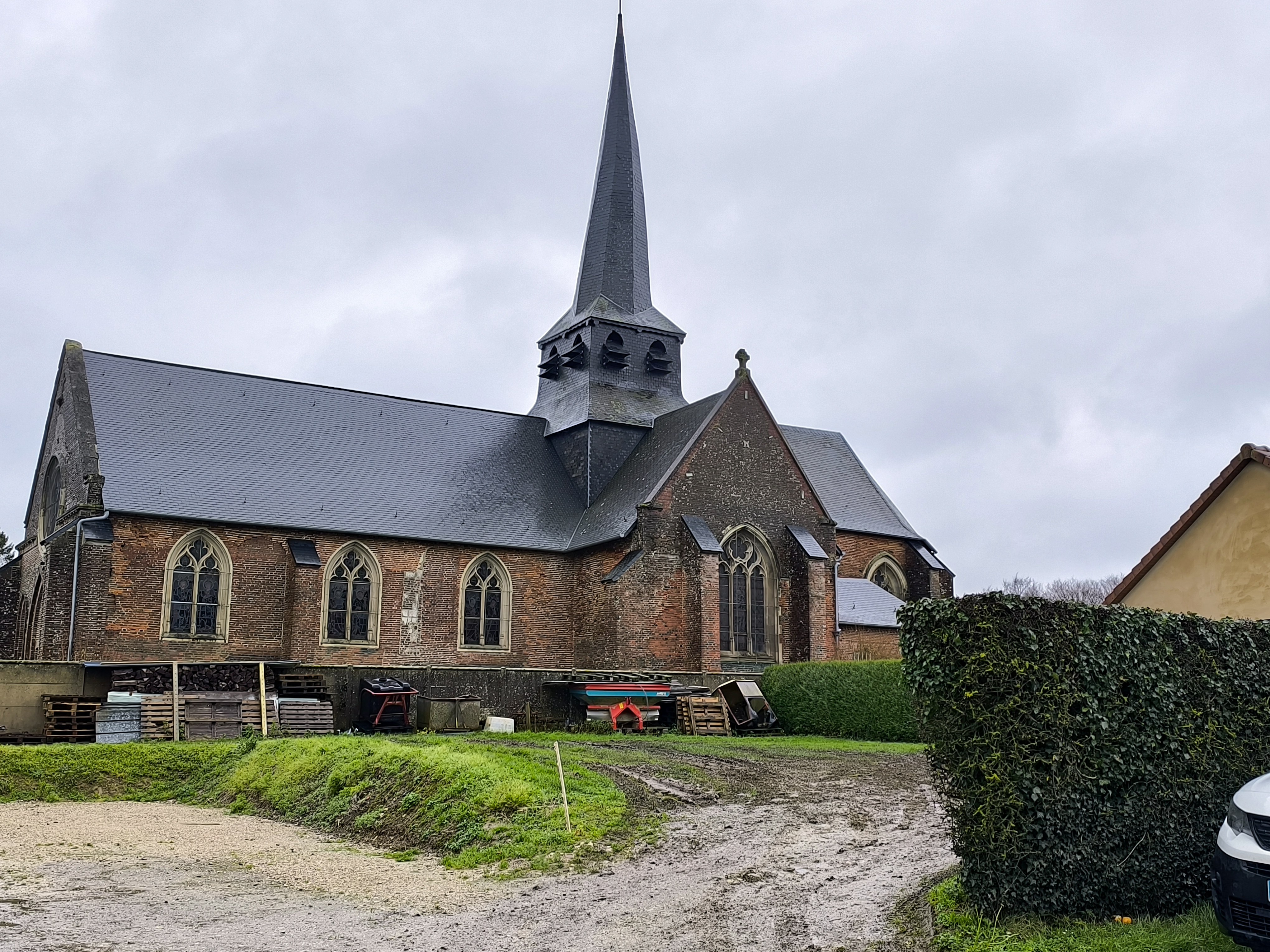
Kirche Saint-Christophe

- Kirche Saint-Christophe